# Giovanni Matteo Asola
Giovanni Matteo Asola (* um 1532 oder früher in Verona; † 1. Oktober 1609 in Venedig) war ein italienischer Kapellmeister und Komponist.
Über Jugend und Ausbildung ist nichts bekannt. Von 1577 bis 1591 wirkte er in Treviso, Vicenza und in Verona als Kapellmeister, danach ging er nach Venedig, wo er sich bis zu seinem Tode aufhielt.
Er schuf eine Fülle unterschiedlichster geistlicher Werke, darunter Messen, Motetten und Madrigale und war einer der wichtigsten Vertreter der venezianischen Kirchenmusik seiner Zeit. Darüber hinaus war er einer der ersten, die regelmäßig bezifferte Bässe verwendeten.